# Park Yong-woo (cầu thủ bóng đá)
Đây là một tên người Triều Tiên, họ là Park.
Park Yong-woo (tiếng Hàn: 박용우; sinh ngày 10 tháng 9 năm 1993) là một cầu thủ bóng đá Hàn Quốc thi đấu ở vị trí tiền vệ cho Al-Ain và Đội tuyển bóng đá quốc gia Hàn Quốc.
Anh có màn trình diễn tốt ở Vòng 16 đội tại Giải vô địch bóng đá các câu lạc bộ châu Á 2015.

## Thống kê sự nghiệp
Tính đến trận đấu diễn ra ngày 14 tháng 4 năm 2018
| Câu lạc bộ           | Mùa giải             | Giải vô địch         | Giải vô địch | Giải vô địch | Cúp     | Cúp       | Cúp Liên đoàn | Cúp Liên đoàn | Khác    | Khác      | Tổng    | Tổng      |
| Câu lạc bộ           | Mùa giải             | Hạng đấu             | Số trận      | Bàn thắng    | Số trận | Bàn thắng | Số trận       | Bàn thắng     | Số trận | Bàn thắng | Số trận | Bàn thắng |
| -------------------- | -------------------- | -------------------- | ------------ | ------------ | ------- | --------- | ------------- | ------------- | ------- | --------- | ------- | --------- |
| Seoul                | 2015                 | K League Classic     | 26           | 0            | 4       | 0         | —             | —             | 3       | 0         | 33      | 0         |
| Seoul                | 2016                 | K League Classic     | 19           | 1            | 1       | 0         | —             | —             | 6       | 1         | 26      | 2         |
| Seoul                | Tổng                 | Tổng                 | 45           | 1            | 5       | 0         | 0             | 0             | 9       | 1         | 59      | 2         |
| Ulsan                | 2017                 | K League Classic     | 31           | 2            | 3       | 1         | —             | —             | 3       | 0         | 37      | 3         |
| Ulsan                | 2018                 | K League 1           | 5            | 0            | 0       | 0         | —             | —             | 2       | 0         | 7       | 0         |
| Ulsan                | Tổng                 | Tổng                 | 36           | 2            | 3       | 1         | 0             | 0             | 5       | 0         | 44      | 3         |
| Tổng cộng sự nghiệps | Tổng cộng sự nghiệps | Tổng cộng sự nghiệps | 81           | 3            | 8       | 1         | 0             | 0             | 14      | 1         | 103     | 5         |